# Семагацестат
Семагацестат (LY450139) — ингибитор гамма-секретазы, потенциальное лекарство от болезни Альцгеймера, не прошедшее клинические испытания. Оно разрабатывалось компаниями Eli Lilly and Company и Élan. Однако клинические испытания, третья фаза которых проводилась компанией Eli Lilly с участием более чем 3000 пациентов в 31 стране мира, были прекращены в августе 2010 года. Компания объявила, что у участников клинических испытаний состояние ухудшалось по сравнению с теми, кто принимал плацебо, а также возникала опасность развития рака кожи.

## Механизм действия
Семагацестат ингибирует действие гамма-секретазы, фермента, ответственного за образование бета-амилоидов из предшественника бета-амилоидов (APP). Пептид Aβ42 считается одним из ключевых патогенных факторов болезни Альцгеймера. Согласно наиболее распространённой амилоидной гипотезе, этот пептид образует нерастворимые амилоидные бляшки и запускает каскад нейродегенеративных изменений в мозге пациента. Ингибирование гамма-секретазы считается одним из возможных способов сокращения образования бета-амилоидов.

## Клинические испытания
Третья фаза клинических испытаний, выполнявшихся двойным слепым методом, началась в марте 2008 года и охватила свыше 1500 пациентов из 22 стран. В сентябре 2008 года была начата вторая часть этой фазы, также с 1500 пациентами. 17 августа 2010 года компания выступила с заявлением о неудаче третьей фазы. Предварительные результаты показали, что семагацестат не замедлял развитие болезни. Более того, у пациентов наблюдалось ухудшение показателей, связанных с когнитивными функциями и способностями самообслуживания. Было отмечено также увеличение риска развития рака кожи по сравнению с контрольной группой, принимавшей плацебо.

## Проблемы
По результатам клинических испытаний был сформулирован ряд проблем, имеющих отношение к дальнейшим поискам лекарств от болезни Альцгеймера:
- Первая и вторая фазы клинических испытаний показали снижение концентрации пептидов Aβ40/42 в плазме крови спустя три часа после применения семагацестата, однако спустя 15 часов их концентрация увеличивалась на 300 %. В спинномозговой жидкости не отмечалось сокращения концентрации. Вследствие этого на третьей фазе испытаний использовались увеличенные дозировки.
- Посмертный гистологический анализ мозга пациентов, проходивших первую фазу испытаний с экспериментальной вакциной Elan AN1792, показал, что вещество способствует заметному сокращению числа амилоидных бляшек у пациентов, но это не оказывает никакого воздействия на их когнитивные способности. Этот факт поставил под сомнение подходы, направленные на снижение уровня бета-амилоидов.
- Особенностью семагацестата, выявившейся на третьей фазе испытаний, оказалось негативное воздействие на когнитивные функции пациентов по сравнению с контрольной группой, принимавшей плацебо. В третьей фазе испытаний другого модулятора гамма-секретазы, таренфлурбила, для которого не было выявлено различий в способностях участников испытаний и контрольной группы, принимавшей плацебо. Эти результаты указывают на необходимость дополнительных исследований метаболических путей, в которых участвует гамма-секретаза, и её роли в организме. Возможной причиной побочных эффектов семагацестата считается воздействие на сигнальный путь Notch[англ.], в котором участвует гамма-секретаза[3].